# فرنکن‌وینی (فیلم ۱۹۸۴)
فرنکن‌وینی (به انگلیسی: Frankenweenie) فیلمی کوتاه به کارگردانی تیم برتون است که در سال ۱۹۸۴ ساخته‌شد. این فیلم تقلید و ادای احترامی به فیلم فرانکشتاین (۱۹۳۱) است که بر اساس رمانی به همین نام نوشتهٔ مری شلی ساخته شده‌بود.

## خلاصه داستان
داستان فرنکن‌وینی دربارهٔ پسر جوانی به نام ویکتور است که سگش، اسپارکی، با ماشین تصادف می‌کند و می‌میرد. او سگش را دوباره زنده می‌کند و...